# Luigi Colombo (calciatore)
Luigi Colombo (fl. XX secolo) è stato un calciatore italiano, di ruolo difensore.

## Biografia
Era conosciuto come Colombo (I) per non confonderlo con Enrico Colombo mediano, che ha giocato sempre con i brianzoli dal 1924 al 1936.

## Carriera
Ha giocato quindici stagioni nel Monza, ha esordito in campionato con i biancocelesti nella partita di qualificazione alla Prima Categoria il 5 ottobre 1919 Trevigliese-Monza (3-2).
Nelle tredici stagioni disputate da difensore ha giocato 174 partite e realizzato 10 reti nei campionati di Prima Categoria fino al 1922, di Seconda Divisione fino al 1927 e di Prima Divisione fino al termine della sua carriera, il 1931.

## Presenze e reti nei club
| Stagione        | Squadra         | Campionato      | Campionato | Campionato | Altre coppe | Altre coppe | Altre coppe | Totale | Totale |
| Stagione        | Squadra         | Comp            | Pres       | Reti       | Comp        | Pres        | Reti        | Pres   | Reti   |
| --------------- | --------------- | --------------- | ---------- | ---------- | ----------- | ----------- | ----------- | ------ | ------ |
| 1916-1917       | Monza           | TC              | ..         | ..         | ---         | .           | .           | .      | .      |
| 1917-1918       | Monza           | ---             | ---        | ---        | [ 2 ] [ 3 ] | ..          | ..          | ..     | ..     |
| 1918-1919       | Monza           | Militare        | ---        | ---        | [ 4 ]       | ---         | ---         | ---    | ---    |
| 1919-1920       | Monza           | PR              | 1          | 0          | ---         | ---         | ---         | 1      | 0      |
| 1920-1921       | Monza           | PC              | 2          | 0          | ---         | ---         | ---         | 2      | 0      |
| 1921-1922       | Monza           | PC              | 6          | 2          | ---         | ---         | ---         | 6      | 2      |
| 1922-1923       | Monza           | SD              | 17         | 0          | ---         | ---         | ---         | 17     | 0      |
| 1923-1924       | Monza           | SD              | 9          | 0          | ---         | ---         | ---         | 9      | 0      |
| 1924-1925       | Monza           | SD              | 19         | 2          | ---         | ---         | ---         | 19     | 2      |
| 1925-1926       | Monza           | SD              | 16         | 0          | ---         | ---         | ---         | 16     | 0      |
| 1926-1927       | Monza           | SD              | 18         | 0          | CI          | 2           | 0           | 20     | 0      |
| 1927-1928       | Monza           | PD              | 18         | 1          | ---         | ---         | ---         | 18     | 1      |
| 1928-1929       | Monza           | PD              | 14         | 3          | ---         | ---         | ---         | 14     | 3      |
| 1929-1930       | Monza           | PD              | 28         | 6          | ---         | ---         | ---         | 28     | 6      |
| 1930-1931       | Monza           | PD              | 24         | 2          | ---         | ---         | ---         | 24     | 2      |
| Totale Monza    | Totale Monza    | Totale Monza    | 172        | 16         | -           | 2           | 0           | 174    | 16     |
| Totale carriera | Totale carriera | Totale carriera | 172        | 16         | -           | 2           | 0           | 174    | 16     |

## Palmarès

### Club

#### Competizioni nazionali
- Seconda Divisione: 1

Monza: 1926-1927